# 日テレプラス プロ野球中継 HAWKS Perfect Live
『日テレプラス プロ野球中継 HAWKS Perfect Live』（にっテレプラス・プロやきゅうちゅうけい・ホークス・パーフェクト・ライブ）は、2012年に日本テレビ系衛星基幹放送事業者のCS日本が運営する専門チャンネル・日テレプラス ドラマ・アニメ・スポーツで放送されていたプロ野球中継のタイトルである。

## 概要
2012年より福岡ソフトバンクホークスの衛星放送における放映権をCS日本が獲得し、ソフトバンク主管公式戦の全試合（72試合+クライマックスシリーズ。日本選手権シリーズ未定）および一部オープン戦の中継を日テレプラスにて行うこととなった。
日本テレビ系列では地上波（NNN/NNS系列局含む）・BS日テレ・日テレジータスにおいて『次の瞬間、熱くなれ。THE BASEBALL』というタイトルで巨人の試合を中心に放送しているが、この番組は2011年まで衛星放送における放映権を有していたJ SPORTSの中継『J SPORTS STADIUM』の内容・出演者を引き継ぐ形で放送した。
番組は球団とCS日本の共同制作という形をとり、九州東通と福岡放送（FBS。福岡県内における日テレ系列局）が制作協力として参加した。そのため、本番組が球団の公式映像となり、パ・リーグTV、プロ野球24、niconicoのニコニコ生放送向けにも同内容が配信。また、東京メトロポリタンテレビジョン（TOKYO MX）のソフトバンク戦中継『STRONG!ホークス野球中継』やスポーツニュースにも映像が配信された。
なお、日テレプラスはスカパー!プレミアムサービス（旧:スカパー!HD）でのハイビジョン放送開始が2012年9月29日となっていたため、2012年9月まではスカパー!プレミアムサービスの加入者向けに、スカチャンHDでのハイビジョン同時生中継も行った。「プロ野球セットHD」、「スカパー!よくばりパックHD」、「スカパー!光パックHD」を含む日テレプラスが視聴可能な契約で視聴可能。日テレプラスの放送をウォーターマークが乗った状態でそのまま放送した。また、スカパー!（旧：スカパー!e2）は16:9フルサイズのSD放送となった(ハイビジョン放送開始予定なし)。
2013年、FOX SPORTS ジャパンがソフトバンクの放映権を獲得。本番組が終了することになった。代わりにCS日本は東北楽天ゴールデンイーグルスのCS独占放映権を獲得し、2013年から2014年までは日テレプラス プロ野球中継 楽天イーグルス HEAT! LIVEを中継した。

## 放送時間
以下は全て日本時間である。
| 時間帯       | 放送時間                                                        | 中継の延長   | 備考                                                       |
| ------------ | --------------------------------------------------------------- | ------------ | ---------------------------------------------------------- |
| ナイトゲーム | ソフトバンク主催試合開催日の17:45 - 22:00                       | 試合終了まで | 試合前のイベントを放送する場合放送開始時間を早める場合あり |
| デーゲーム   | ソフトバンク主催試合開催日の試合開始15分前より4時間15分枠で放送 | 試合終了まで | 試合前のイベントを放送する場合放送開始時間を早める場合あり |

## 出演者
○印は2011年までのJ SPORTSの中継から続投

### 解説者
- 坊西浩嗣○
- 吉田修司○（TVQ解説者兼）
- 若田部健一○（TVQ・TOKYO MX解説者兼）
- 柴原洋（TVQ解説者兼）
- 若菜嘉晴○（読売テレビ・FBS解説者兼）

### 実況
- 佐藤征一○
- 大前一樹○
- 山下末則○
- 信川竜太○
- 加藤暁○
- 加藤じろう○

### リポーター
- 鈴木千恵○

## テーマ曲
- オープニングテーマ：ビーグルクルー『小さなヒーロー』
- エンディングテーマ：藤井フミヤ『勝利の空へ』

## 備考
2012年6月5日・6月6日に行われた読売ジャイアンツとの対戦については、日テレジータスと同時放送したが、日テレプラスではソフトバンク球団製作の放送をそのまま流し、日テレジータスでは映像のみソフトバンクホークスマーケティングから提供され、徳光和夫などのゲストと、日本テレビのアナウンサー・解説者による実況に東京のスタジオで差し替えた。
シーズン終了後は、11月から12月頃にかけて『HAWKS Perfect Live 2012ベストゲーム』（ホークス・パーフェクト・ライブ 2012 ベストゲーム。11月3日 - ?）『あなたが選ぶ！HAWKS　Perfect Live 2012ベストシーン』（あなたがえらぶ!ホークス・パーフェクト・ライブ 2012 ベストシーン。11月9日ほか）と題した番組が放送された。
また、10月30日の22:00 - 22:30には、小久保裕紀（ソフトバンク内野手）の通算2000本安打達成を記念し制作されたドキュメンタリー番組として『ミスター・ホークス 小久保 裕紀〜2000本安打達成の軌跡〜CS版』（ミスター・ホークス こくぼ ひろき にせんぼんあんだたっせいのきせき シーエスばん）が放送された。